# Школа № 211 (Санкт-Петербург)
Лицей № 211 им. Пьера де Кубертена — одна из старейших школ Санкт-Петербурга, расположена на Гороховой улице. Основана в 1860-м году, до революции была известна как Александровская женская гимназия.

## История
Годом основания школы считается 1860-й. Тогда в Санкт-Петербурге открылось 5-е Вознесенское Мариинское училище для приходящих девиц. С 1862 года это женская гимназия. Закладка нынешнего здания на Гороховой улице, д. 20 состоялось 9 мая 1870 года в присутствии принца Петра Георгиевича Ольденбургского. Автор проекта — архитектор П. К. Нотбек. 15 октября 1871 года все строительные работы были завершены, после чего гимназия переехала в новое здание. В доме находилось 6 магазинов (для увеличения доходности дома), приют в память Екатерины, Марии, Георгия и Александровская женская гимназия с женскими педагогическими курсами.
История по годам:

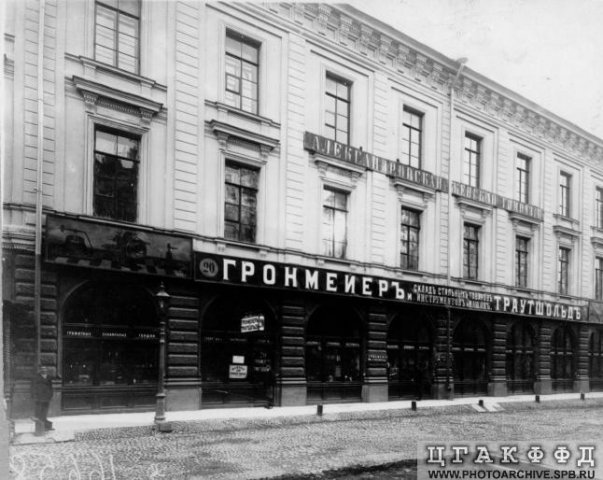
Фасад здания Александровской женской гимназии

- В 1871—1917 гг. — Александровская женская гимназия.
- В 1878 г. — в здании гимназии разместились только что организованные Бестужевские курсы[2]
- В 1903—1906 гг. в помещении Воспитательного дома размещался Женский педагогический институт.
- В 1908 г. — Высшие женские историко-литературные курсы Н. П. Раева (называвшиеся Вольным университетом).
- В 1920-х гг. была образована 11-я трудовая школа, в конце 1920-х гг. 38-я фабрично-заводская девятилетка, затем десятилетняя школа № 27.
- В 1941 г. в школе был размещён госпиталь Ленинградского фронта[3].
- С 1945 г. — мужская школа № 211.
- В 1953 г. мужская школа была объединена с женской и стала средней общеобразовательной школой № 211[3].
- В 1962 г. школа стала политехнической (набирались только 9—10 классы).
- В 1991 г. школа получила статус средней общеобразовательной школы № 211 с углубленным изучением французского языка[3].
- В 1998 г. школа стала ассоциированным членом Российского государственного педагогического университета имени А. И. Герцена.
- В 2000 г. школе присвоено имя Пьера де Кубертена[4].
- В 2001 г. КГИОП включил дом в «Перечень вновь выявленных объектов, представляющих историческую, научную, художественную или иную культурную ценность».
- В 2019 г. подписано распоряжение о переименовании Школы 211 с углублённым изучением французского языка в Лицей[5].
- В 2020 г. проведён капитальный ремонт здания школы [6][7].
- В 2021 г. объявлен набор в инженерные классы Лицея[8].

## Школа сегодня
- Профильное обучение: французский язык со 2 класса
- Внеучебная деятельность: ИЗО, клубы по интересам; секции ― баскетбол, волейбол, шейпинг; предметные факультативы
- Связь с другими учреждениями: РГПУ им. А. И. Герцена
- Международные связи: нет
- Правила приема: общие